# Elle (film)
Elle ("hon") är en fransk thrillerfilm från 2016 i regi av Paul Verhoeven, med Isabelle Huppert i huvudrollen. Den handlar om en kallhamrad kvinnlig chef för ett framgångsrikt datorspelsföretag, som efter att ha blivit attackerad och våldtagen i sitt hem försöker hitta gärningsmannen och hemfaller åt vrede och sexuell perversion.
Filmen bygger på romanen Oh… från 2012 av Philippe Djian. Det var Verhoevens första franskspråkiga film. Den hade världspremiär 21 maj 2016 vid 69:e filmfestivalen i Cannes.

## Medverkande
- Isabelle Huppert – Michèle LeBlanc
- Laurent Lafitte – Patrick
- Anne Consigny – Anna
- Charles Berling – Richard Leblanc
- Virginie Efira – Rebecca
- Judith Magre – Irène Leblanc
- Christian Berkel – Robert
- Jonas Bloquet – Vincent
- Alice Isaaz – Josie
- Vimala Pons – Hélène
- Lucas Prisor – Kurt
- Raphaël Lenglet – Ralf

## Mottagande
Jordan Mintzer på The Hollywood Reporter skrev från Cannes:
"För sin första långfilm på tio år, och sin första någonsin en français, har den nederländske auteuren slagit sig ihop med den stora Isabelle Huppert för att skapa en smakfullt skruvad övre medelålderskristhriller som både är vällustigt mörk och rebelliskt lätt på foten – en berättelse om en kvinna i 50-årsåldern som får utstå flera smällar under loppet av några månader och slår tillbaka med auktoritet, hånfullhet och en fet burk med pepparsprej. Det är som om Michael Haneke vaknade upp en morgon, tog sina skojpiller, och bestämde sig för att göra en sadistisk fransk fars, och resultatet är en film som slutligen kommer att få Verhoeven tillbaka till strålkastarljuset efter en decennielång frånvaro."